# Carlo Labruzzi
Carlo Labruzzi, né à Rome le 6 novembre 1748 et mort à Pérouse le 8 décembre 1817 , est un peintre italien et graveur du XVIIIe  et du début du XIXe siècle.

## Biographie
Carlo Labruzzi passe ses premières années de peintre à Nuremberg, puis en 1780 à Rome, où il est élu membre de la Académie pontificale des beaux-arts et des lettres des virtuoses au Panthéon. En 1786, il devient membre de l'Accademia di San Luca.
Il peint des portraits, des scènes de genre et des retables, mais est surtout connu pour ses paysages.

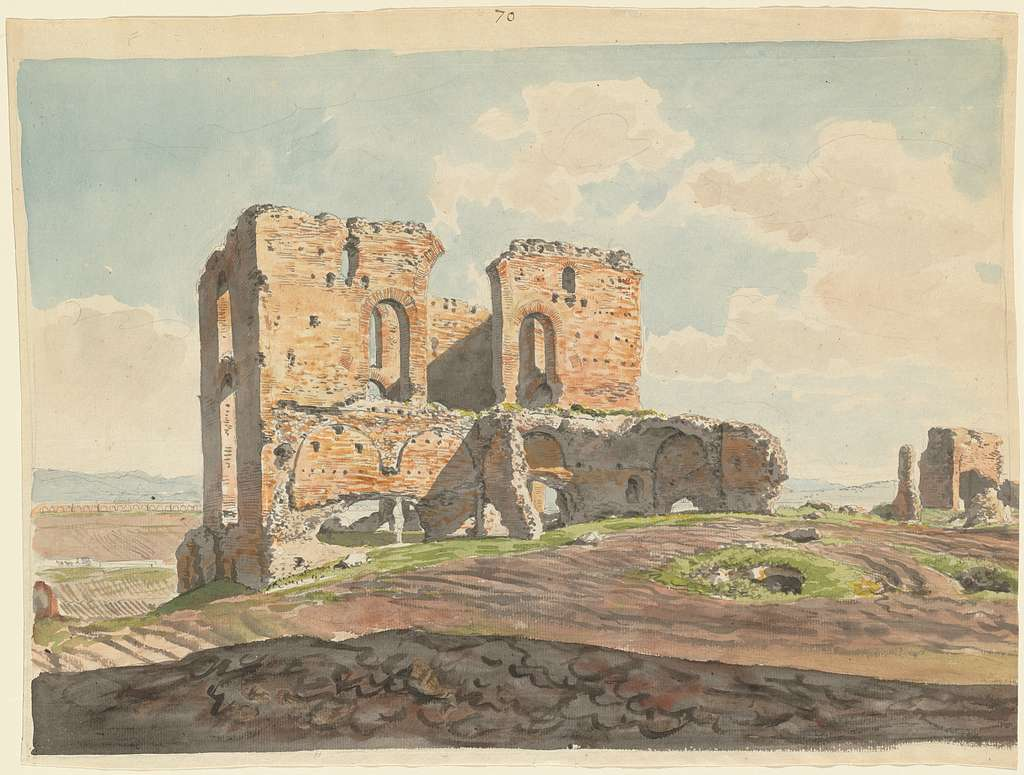
The Great villa of the Quintilii on the Appian way, aquarelle (1789). National Gallery of Art, Washington, États-Unis.

Dans les années 1780 il est apprécié par les voyageurs britanniques du Grand Tour à Rome. En 1789, sir Richard Colt Hoare lui passe commande des dessins et aquarelles et l'invite à l'accompagner le long de la Via Appia, selon l'itinéraire indiqué par le poète romain Horace dans sa description d'un voyage effectué à Brindisi en 38 av. J.-C. Labruzzi devait faire des dessins des vestiges, des anciennes tombes et des villas le long de leur itinéraire. Le projet a été interrompu par les intempéries et des problèmes de santé de Labruzzi, mais 226 aquarelles ont été réalisées et reliées en 5 volumes par Colt Hoare.
Une deuxième série de dessins, moins achevés, probablement des études préparatoires, a été conservée par Labruzzi qui avait les a gravés sur 24 plaques et  en avait publié les tirages.
En 1814, Labruzzi est nommé directeur de l'Accademia di Belle Arti de Pérouse, un poste qu'il occupa pendant trois ans jusqu'à sa mort.

## Œuvres
- Portrait posthume de Giovanni Battista Piranesi (1779), huile sur toile, 74 × 72 cm
- Aleksandra et Izabela Potocki au lac d'Albano  (1779-1780), huile sur toile, 69,5 × 86,5 cm
- Le Colisée vu du Palatin  (1780), huile sur toile, 77 × 126 cm
- Portrait du révérend Père Garnier, Provincial des Minimes de Bourgogne (1782), huile sur toile, 72,8 x 61,9 cm, Dijon, musée des beaux-arts de Dijon[3]
- Portrait de Domenico de Angelis et buste de Bias de Priène (1787), huile sur bois, 100 × 75 cm
- Portrait d'Anna Antonina Krasińska (1808)
- Temple de Minerve, aquarelle et craie noire sur papier, 42,2 × 28,2 cm
- Copie d'un bas-relief romain, Grisaille sur toile, 73,5 x 53,4 cm, musée des beaux-arts de Brest. Ce tableau a fait partie de l'exposition Grey is the color à The Art Institute of Houston en 1973[4].

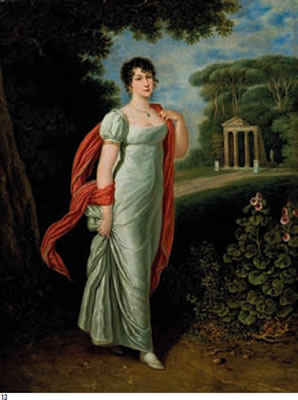
Carlo Labruzzi, Teresa Pichler
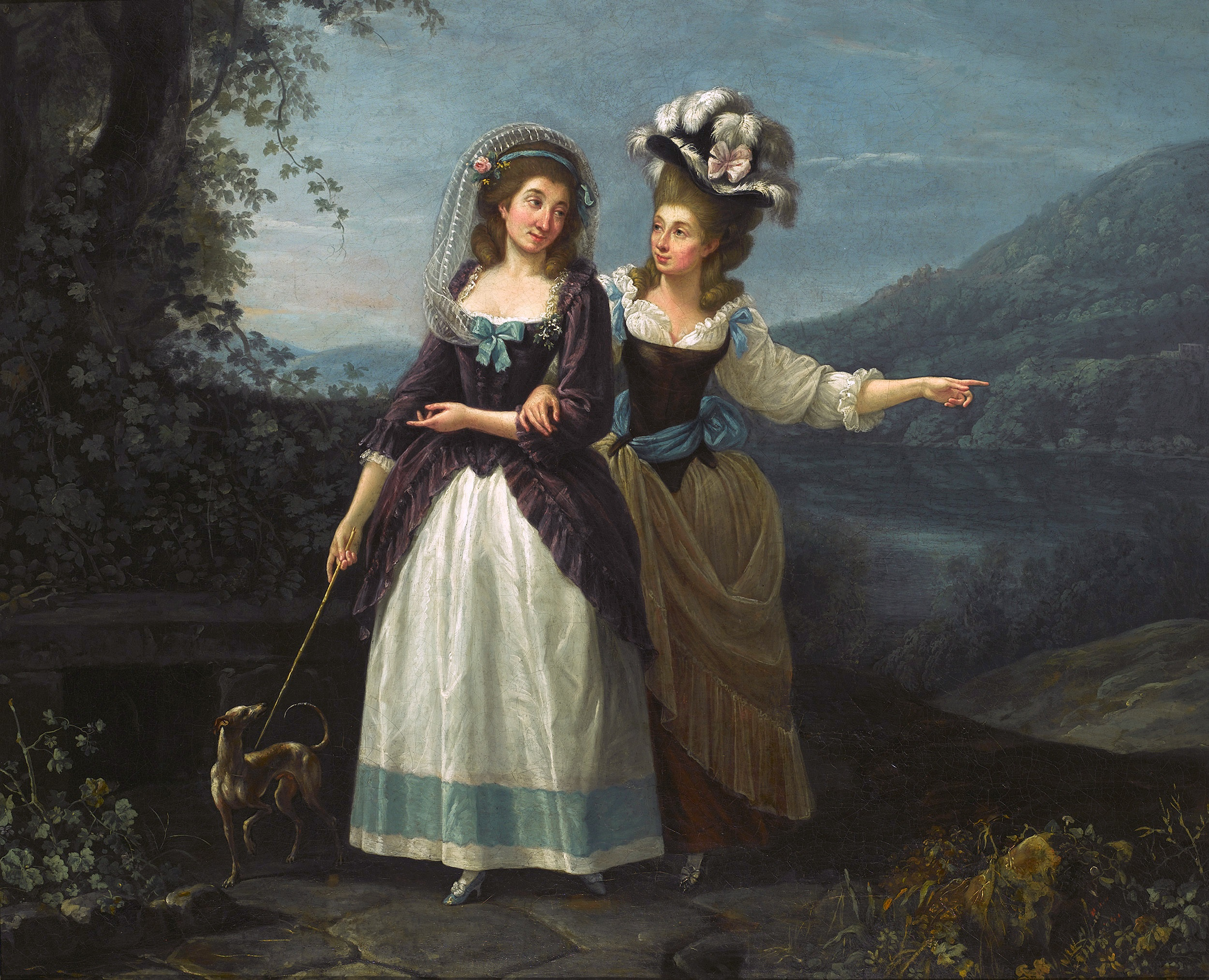
Aleksandra et Izabela Potocki au lac d'Albano.
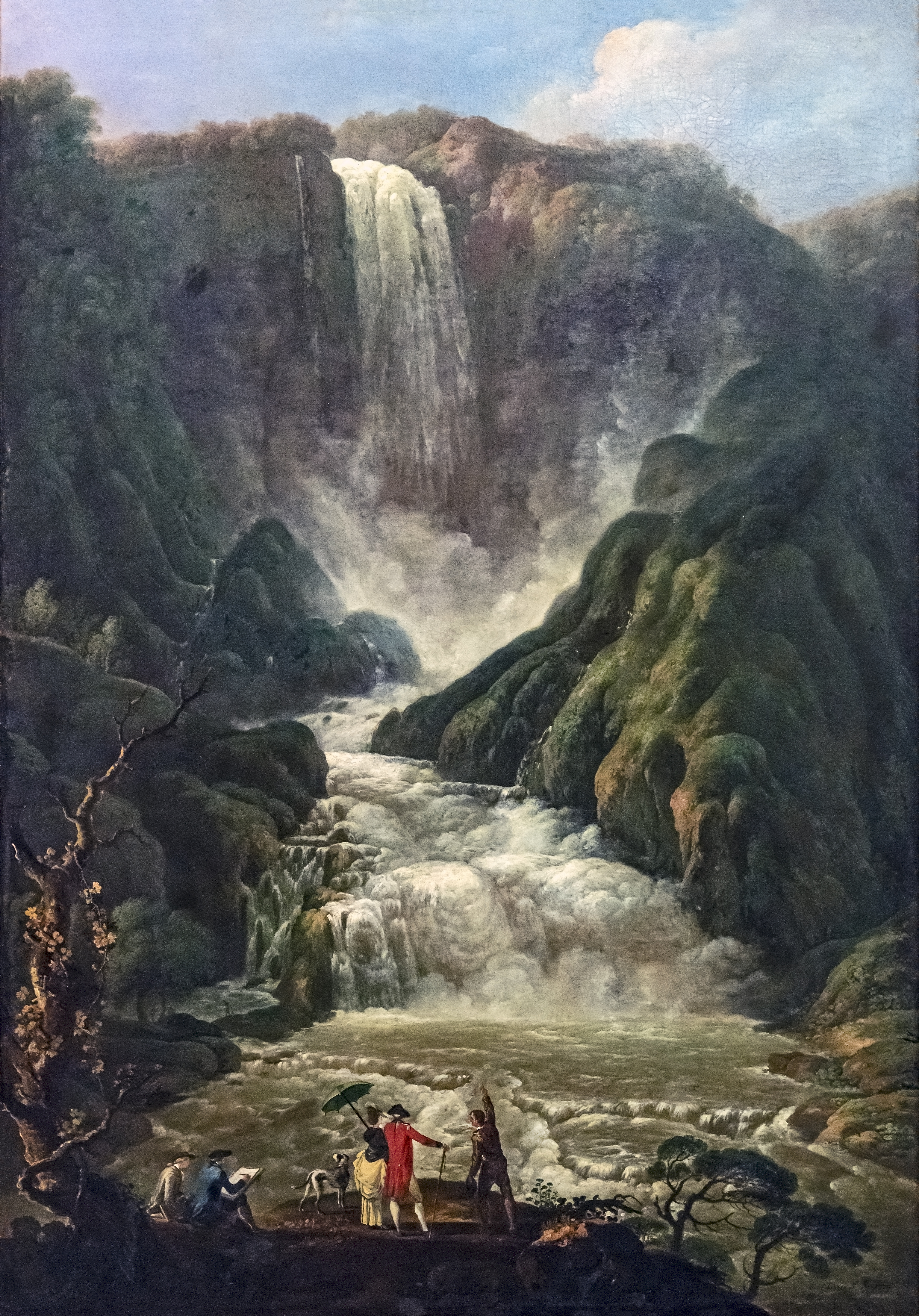
La cascade de Terni Musée des Beaux-Arts de Carcassonne.